# 26 a.C.
Il 26 a.C. (XXVI a.C. in numeri romani) è un anno  del I secolo a.C.

## Eventi
- Consolato di Augusto VIII e Tito Statilio Tauro II
- Trionfo del proconsole Sesto Appuleio

## Nati
- Marco Giunio Silano, politico e militare romano († 37)

## Morti
- Gaio Cornelio Gallo, poeta e politico romano (n. 69 a.C.)